# Alegerea Sfatului Țării, 1917
Alegerile parlamentare pentru Parlamentul Moldovei (numit Sfatul Țării), au avut loc în Moldova în noiembrie 1917. 

## Context
În perioada 5-9 noiembrie 1917, ”Congresul ostașilor moldoveni” a proclamat autonomia Basarabiei, și a hotărât alegerea unui organ reprezentativ (Parlament), numit Sfatul Țării. 

## Rezultate
Din cei 150 de membri ai Sfatului Țării, 105 erau Moldoveni/Români, 15 Ucraineni, 13 Evrei, 6 Ruși, 3 Bulgari, 2 Germani, 2 Găgăuzi, 1 Polonezi, 1 Armeni, 1 Grec, 1 necunoscut.

## Deputații aleși
Pentru o listă actualizată a deputaților aleși în 1917, vezi Sfatul Țării.

## Urmări
Prima ședință a Sfatului Țării a avut loc la 4 decembrie 1917, în care Ion Inculeț a fost ales președinte. 
Pe 21 decembrie 1917, Sfatul Țării a numit Guvernul Erhan (numit Consiliul Directorilor Generali ai Basarabiei), compus din nouă membri și Pantelimon Erhan cu funcția de Președinte al Consiliul Directorilor Generali ai Basarabiei și Director General pentru Agricultură. După lungi discuții, pe data de 15 decembrie 1917, Sfatul Țării a proclamat Republica Democratică Moldovenească, cu Ion Inculeț în funcția de Președinte.